# Cattleya quadricolor
Cattleya quadricolor B.S.Williams, 1862  è una pianta della famiglia delle Orchidacee endemica della Colombia.

## Descrizione
È un'orchidea di media taglia, epifita, con pseudobulbi, all'apice dei quali si originano foglie oblungo lanceolate, ad apice ottuso, di colore verde chiaro, la cui caratteristica principale è la flessibilità (possono essere arrotolate senza che si rompano).
 La fioritura avviene in primavera con un'infiorescenza a racemo breve ed eretto portante da due a tre fiori. Questi non si aprono del tutto ed assumono una forma a campana, sono molto grandi (anche 17 centimetri) e sono caratteristici per avere quattro colori: dal prevalente bianco a rosa, viola e arancione.

## Distribuzione e habitat
La specie è originaria del versante orientale della Cordigliera delle Ande in Colombia, dove cresce epifita nella parte alta di alberi ad alto fusto, a quote di 600-1 500 metri.

## Sinonimi
Cymbidium candidum  Kunth, 1816

Cattleya ruckeri  Linden, 1865, nom. illeg.

Cattleya chocoensis  Linden, 1870

Cattleya candida  (Kunth) F.Lehm., 1895, nom. illeg.

Cattleya caucaensis  Ballif, 1901

## Coltivazione
Questa pianta necessita di una posizione a mezz'ombra con molta luce e acqua nella stagione della fioritura, quando anche la temperatura dev'essere più elevata. Nel periodo di riposo è consigliabile ridurre le irrigazioni e diminuire la temperatura.